# Исеть (Иркутская область)
Исеть — деревня в Качугском районе Иркутской области России. Входит в состав Качугского муниципального образования.

## Этимология
Название Исеть, вероятно, относится к енисейскоязычным, где сет в переводе с аринского означает река, основа, возможно, происходит от имбатского ис — рыба, т. е. рыбная река. 

## География
Деревня находится на расстоянии примерно 15 км к юго-востоку от рабочего посёлка Качуг, административного центра района. 

## Население
| 2002 | 2010 | 2011 | 2012 |
| ---- | ---- | ---- | ---- |
| 312  | ↘242 | ↘241 | ↗255 |

### Половой состав
По данным Всероссийской переписи, в 2010 году в деревне проживали 242 человека (114 мужчин и 128 женщин).